# Dhuy
Dhuy is een dorp in de Belgische provincie Namen, en een deelgemeente van de Waalse gemeente Eghezée. Het was een zelfstandige gemeente tot het bij de fusie van 1977 toegevoegd werd aan de gemeente Eghezée.
Dhuy is een landbouwdorp dat zich stilaan ontwikkelt tot een woondorp. Door de ligging aan een aansluiting met de autosnelweg A4/E411 groeit de bevolking van Dhuy terug aan. Ten noorden van de dorpskom stroomt de Mehaigne. Het afgelegen gehucht Les Boscailles aan de Hoyoux, dat tot 1837 een zelfstandige gemeente was, behoort tegenwoordig eveneens tot de deelgemeente Dhuy.

## Bezienswaardigheden
- De Sint-Remigiuskerk (Église Saint-Remy)  waarvan het oudste deel uit de 18e eeuw stamt. In de kerk bevindt zich het mausoleum van Filips V van Namen, één der nazaten van de laatste graaf van Namen.
- Het Château Bayard dat reeds vermeld werd in 1273 en tot in 1835 in handen was van de nazaten van de graven van Namen. De huidige gebouwen dateren uit de 18e eeuw.
- De Tumulus des Six-Frères (Tumulus van de zes gebroeders), vernoemd naar de zes lindebomen die op de heuvel stonden. Eén daarvan is echter gestorven.

## Natuur en landschap
Van de kern van Dhuy voert een dreef naar het kasteel, dat aan de Mehaigne ligt. De hoogte aan de kerk bedraagt 166 meter.

## Demografische ontwikkeling
- Bronnen:NIS, Opm:1831 tot en met 1970=volkstellingen, 1976= inwoneraantal op 31 december

## Nabijgelegen kernen
Saint-Germain, Upigny, Leuze, Warisoulx
Deelgemeenten: Aische-en-Refail · Bolinne · Boneffe · Branchon · Dhuy · Hanret · Leuze · Liernu · Longchamps · Mehaigne · Noville-sur-Mehaigne · Saint-Germain · Taviers · Upigny · Waret-la-Chaussée

Belgische gemeenten · arrondissement Namen · provincie Namen · Wallonië